# Le Cateau-Cambrésis
Le Cateau-Cambrésis je obec v departementu Nord, v regionu Hauts-de-France. Starostou je Serge Simeon (do roku 2026). Má přibližně 6 800 obyvatel a rozlohu 27,2 km².
Ve městě byla v roce 1559 podepsána smlouva z Cateau-Cambrésis mezi panovníky Francie, Anglie a Španělska. Ve městě sídlila společnost Charlese Seydouxe na tkaní vlny.
Ve městě se nachází muzeum věnované malíři Henri Matisseovi.